# A szicíliai vecsernye
A szicíliai vecsernye (franciául Les vêpres siciliennes) Giuseppe Verdi egyik ötfelvonásos operája. Szövegkönyvét Charles Duveyrier és Eugène Scribe írták Le duc d'Albe című munkájuk alapján. Ősbemutatójára 1855. június 13-án került sor a párizsi operaházban. Magyarországon 1856. október 7-én mutatták be a Nemzeti Színházban Guzmann Johanna címmel.

## Szereplők
| Szereplő                                           | Hangfekvés |
| -------------------------------------------------- | ---------- |
| Montfort hercege, Szicília kormányzója             | bariton    |
| De Béthune, francia tiszt                          | bariton    |
| Vaudemont gróf, francia tiszt                      | basszus    |
| Arrigo, egy fiatal szicíliai                       | tenor      |
| Giovanni da Procida, szicíliai orvos               | basszus    |
| Elena hercegnő, Ausztriai Frigyes herceg húga      | szoprán    |
| Ninetta, Elena komornája                           | alt        |
| Danieli                                            | tenor      |
| Manfredo                                           | tenor      |
| Thibault, francia katona                           | tenor      |
| Robert, francia katona                             | basszus    |
| Francia katonák, szicíliai férfiak, szicíliai nők. |            |

## Cselekménye

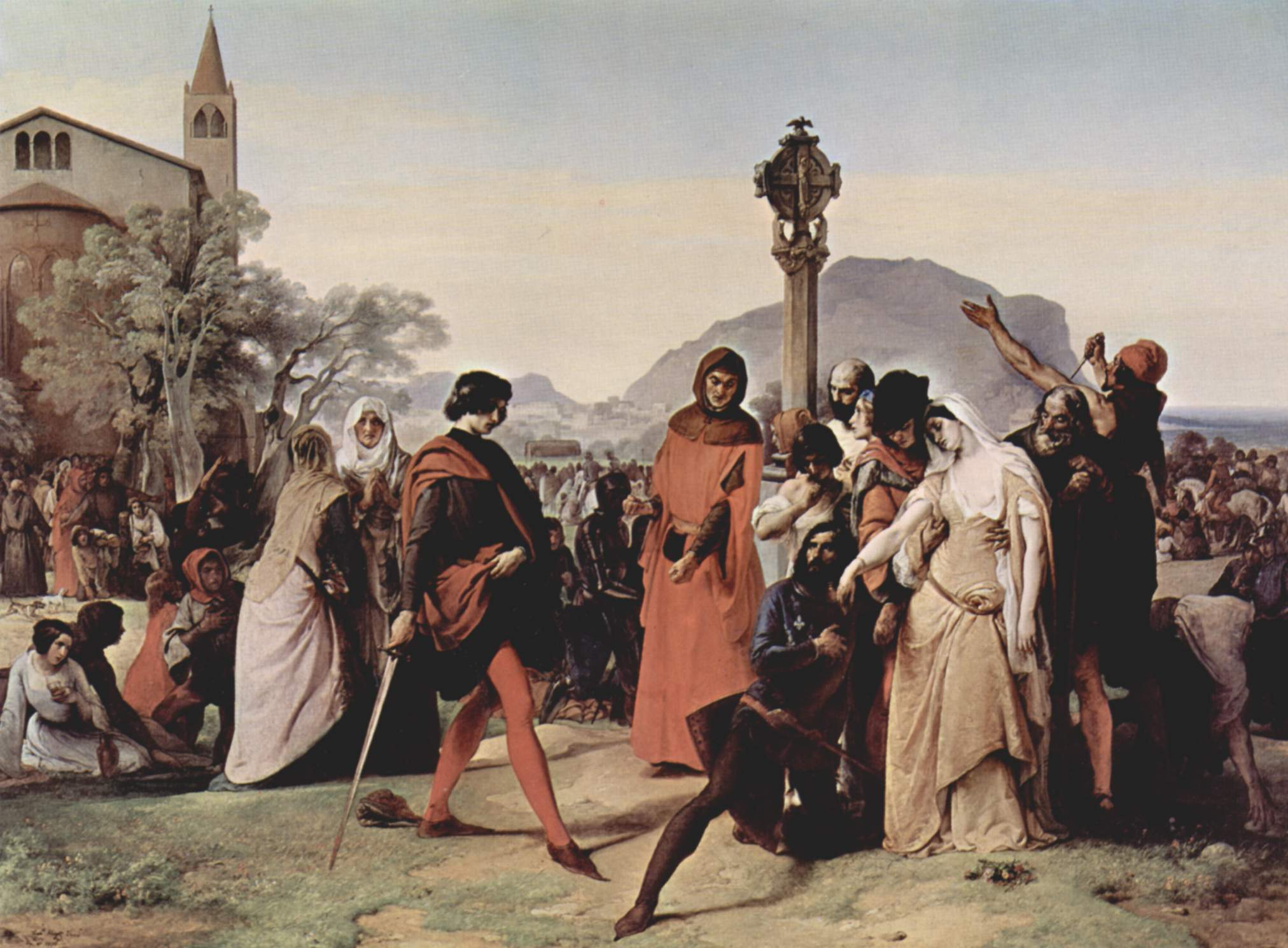
Az opera 3. jelenete Francesco Hayez (1791–1882) festményén (Róma, Modern Művészetek Nemzeti Képtára)

Helyszín: Palermo és környéke
Idő: 1282, a szicíliai vecsernye időszaka

### Első felvonás
Piactér Palermóban
Szicíliát megszállták a franciák. A kormányzás Montfort hercegének kezében összpontosul. Az elnyomott lakosság Elena hercegnőben látja a felszabadítás reménysugarát, akinek fivére szintén a franciák áldozata lett. A templomból kilépve egy francia katona arra kényszeríti a hercegnőt, hogy énekeljen egy dalt: Elena egy régi szabadságdalt választ. Amikor megjelenik Montfort herceg a szicíliaiak szétszélednek és csak a fiatal Arrigo marad, aki nemrég szabadult fogságból és titokban szerelmes a hercegnőbe. Bátran megvádolja a herceget, akit meglep erőteljes fellépése és felajánlja Arrigónak a barátságát, de ő visszautasítja.

### Második felvonás
Egy Palermóhoz közeli völgyben
Procida, az orvos, hosszú száműzetés után visszatér hazájába és Elenával meg Arrigóval karöltve fegyverbe akarja szólítani az országot. Arrigo megígéri Elenának, hogy megbosszulja fivérét. Arrigót váratlanul Montfort palotájába rendelik, nem akar menni, de erőszakkal elviszik. Amikor a franciák egy esküvőn el akarják rabolni a lányokat, kitör a népharag. A felháborodást kihasználva, Procida és társai be akarnak hatolni a hercegi palotába, hogy meggyilkolják Montfortot.

### Harmadik felvonás
Első kép
Montfort dolgozószobája
Montfort megtudta, hogy Arrigo tulajdonképpen a saját fia. Kevéssel halála előtt megírta ezt neki hitvese, aki rövid együttélés után elhagyta őt. Montfort felfedi az igazságot Arrigónak, de a fiú képtelen elfogadni apjaként a szicíliaiak elnyomóját.
Második kép
Bálterem Montfort palotájában
Montfort herceg ünnepséget rendez. Elena és Procida a meggyilkolását tervezik. Arrigo, akit ellentétes érzelmek gyötörnek, figyelmeztetés ellenére is a bálteremben marad. Amikor Elena le akarja szúrni a kormányzót Arrigo kettejük közé ugrik és megmenti apját. A szicíliaiakat elfogják. Elena és Procida pedig árulóként megátkozzák Arrigót.

### Negyedik felvonás
Az állami börtön udvara
Arrigo megmagyarázza Elenának cselekedetének okát és bocsánatot nyer. Procidát és a hercegnőt halálra ítélik. Arrigo kész meghalni velük, ha apja nem kegyelmez nekik. Montfort feltételhez szabja szabadulásukat: Arrigo ismerje el őt apjaként. Arrigo teljesíti a kívánságát, az elítélteket szabadon engedik. Montfort, hogy lecsillapítsa a kedélyeket össze akarja házasítani Arrigót Elenával. Ezt Procida szerencsés fordulatnak tartja, mert így esélyt lát arra, hogy véghezvigye felszabadítási tervét.

### Ötödik felvonás
Montfort palotájának kertje
Arrigo és Elena abban a tévhitben élnek, hogy házasságuk megbékélést hozhat a franciák és szicíliaiak között. Procida közli Elenával a tervét: a vecsernyére hívó harang szavára, amely az esküvői szertartás kezdetét jelenti, a szicíliaiak rárontanak a franciákra. Elenának nem sikerül eltántorítania Procidát a tervétől és végül nem hajlandó oltár elé vonulni, hogy megakadályozza a harangozást. Arrigo hűtlennek gondolja és elátkozza. Montfort közbelép és megparancsolja az esküvői szertartás megkezdését. A harang megkondul és a szicíliaiak lerohanják a franciákat. Elena megpróbálja figyelmeztetni Montfortot, de a becsődülő szicíliaiak megölik a herceget.

## Híres részletek
- Viens à nous, Dieu tutelaire (Deh! tu calma, o Dio possente) – Elena áriája (első felvonás)
- Dans l'ombre et la silence (Nell'ombra e nel silenzio) – Procida áriája (második felvonás)
- Et toi, Palerme (O tu Palermo) – Procida áriája (második felvonás)
- Au sein de la puissance (In braccio alle dovizie) – Montfort áriája (harmadik felvonása)
- Les Quatres Saisons (A négy évszak) – a harmadik felvonás nagy balettje
- O jour de peine (Giorno di pianto) – Arrigo áriája (negyedik felvonás)
- Le brise souffle au loin (La brezza aleggia intorno) – Arrigo áriája (ötödik felvonás)
- Merci, jeunes amies (Mercé, dilette amiche) – Elena áriája (ötödik felvonás)

## Diszkográfia
francia változat
- Neilson Taylor (Montfort), Ayhan Baran (Procida), Jacqueline Brumaire (Hélène), Jean Bonhomme (Henri) stb.; BBC Énekkara és Hangversenyzenekara, vezényel: Mario Rossi (London, 1969. máj. 10., élő felvétel) Opera Rara ORCV303